# Olios actaeon
Olios actaeon is een spinnensoort uit de familie van de jachtkrabspinnen (Sparassidae).
De wetenschappelijke naam van de soort werd in 1899 als Sparassus actaeon gepubliceerd door Reginald Innes Pocock.